# Edoardo Bove
Edoardo Bove (Róma, 2002. május 16. –) olasz korosztályos-válogatott labdarúgó; középpályás. A Serie A-ban szereplő ACF Fiorentina játékosa, kölcsönben az AS Roma csapatától.

## Pályafutása

### AS Roma
2012-ben 10-évesen került a fővárosi együtteshez. 2020. november 4-én további négyéves szerződést kötött a klubbal. December 2-án nevezték a Young Boys elleni meccskeretbe az Európa Liga 2020/21-es idényében.
2021. május 9-én játszotta első profi mérkőzését a Crotone ellen 5–0-ra megnyert bajnoki második félidejében Ebrima Darboe-t váltva.
December 19-én első nemzetközi mérkőzését a Konferencia Ligában játszotta, a 
CSKA Sofia vendégeként 3-2-s győztes találkozón.
2022. február 19-én szerezte első gólját, hazai környezetben a Hellas Verona elleni 2-2 során a Serie A 26. fordulójában.

### Kölcsönben a Fiorentinánál
2024. augusztus 30-án a Fiorentina vette kölcsön a 2024-2025-ös szezon végéig. 2024. december 1-jén Bove összeesett az Inter Milan elleni Serie A-mérkőzésen, amelyet így a 16. percben félbehagytak. A kórház intenzív osztályára szállították; másnap reggelre azt jelentették, hogy magához tért és sem szív- sem agysérülésnek nem találták nyomát.

## Statisztika
2023. május 12-i állapot szerint
| Klub             | Szezon           | Bajnokság        | Bajnokság | Bajnokság | Kupa  | Kupa  | Nemzetközi | Nemzetközi | Egyéb | Egyéb | Összes | Összes |
| Klub             | Szezon           | Liga             | Mérk.     | Gólok     | Mérk. | Gólok | Mérk.      | Gólok      | Mérk. | Gólok | Mérk.  | Gólok  |
| ---------------- | ---------------- | ---------------- | --------- | --------- | ----- | ----- | ---------- | ---------- | ----- | ----- | ------ | ------ |
| Roma             | 2020/21          | Serie A          | 1         | 0         | —     | —     | 0          | 0          | —     | —     | 1      | 0      |
| Roma             | 2021/22          | Serie A          | 11        | 1         | 0     | 0     | 2          | 0          | —     | —     | 13     | 1      |
| Roma             | 2022/23          | Serie A          | 18        | 1         | 1     | 0     | 8          | 1          | —     | —     | 27     | 2      |
| Roma             | Összesen         | Összesen         | 30        | 2         | 1     | 0     | 10         | 1          | 0     | 0     | 41     | 3      |
| KARRIER ÖSSZESEN | KARRIER ÖSSZESEN | KARRIER ÖSSZESEN | 30        | 2         | 1     | 0     | 10         | 1          | 0     | 0     | 41     | 3      |

Jegyzetek
1. 1 2  Mérkőzése(i) a(z) Európa Ligában
2. ↑  Mérkőzése(i) a(z) Konferencia Ligában

## Sikerei, díjai
- AS Roma
  - UEFA Konferencia Liga: 2021/22[3]
  - Európa Liga: 2022/23 második helyezett